# ローベルト・ヴィッテク
ローベルト・ヴィッテク（Róbert Vittek, 1982年4月1日 - ）は、チェコスロバキア・ブラチスラヴァ出身の元サッカー選手。現役時代のポジションはFW。

## 経歴

### クラブ
地元のクラブ、ŠKスロヴァン・ブラチスラヴァで1999年にデビューし、2003年にドイツ・2. ブンデスリーガ（2部）の1.FCニュルンベルクに移籍した。2003-04シーズンは二桁得点し、2部優勝と1部昇格に貢献した。2004-05シーズンは初の1部挑戦で5得点を挙げた。2005-06シーズン前半は調子を落とし、ウィンターブレークまでに1得点も決められなかったが、中断期間が明けてからは得点を量産し、16試合で16得点を決めた。24節と25節の2試合では計6得点し、連続した2戦でのリーグ最多得点記録を作った。5試合で複数得点を記録し、得点ランキング5位にはいった。彼の活躍でチームは前シーズンの14位から8位に躍進した。一躍移籍市場の人気銘柄となり、UEFAチャンピオンズリーグに参加するハンブルガーSVへの移籍が噂された。2006年6月にはFCディナモ・キーウが1000万ユーロのオファーを出したが、クラブはそれを拒否した。そのほかにはFCロコモティフ・モスクワもヴィッテクに関心を寄せていた。
2008年、移籍金550万ユーロでフランスのリールに移籍した。2008-09シーズンはチームのフォワード陣最多の先発出場回数を記録したが、好不調の波が激しく、チーム3位の5得点に終わった。2009年3月には当時首位に立っていたオリンピック・リヨンから先制点を挙げており、欧州カップ出場権がかかった最終節のナンシー戦でも先制点を挙げ、7位から5位に浮上してのUEFAヨーロッパリーグ出場権獲得に貢献した。2009-10シーズンはFWピエール＝アラン・フローなどにポジションを奪われ、半年間で12試合出場2得点にとどまった。
2010年2月1日、半年間の契約でトルコのMKEアンカラギュジュにレンタル移籍した。

### 代表
2010年6月1日、2010 FIFAワールドカップ本大会に出場するスロバキア代表メンバー23人に選ばれた。グループリーグ初戦のニュージーランド戦で先制点を挙げると、第3戦のイタリア戦でも2得点を挙げスロバキアの決勝トーナメント進出に貢献。イタリア戦では大会選定のマンオブザマッチに選出された。

## 所属クラブ
- ŠKスロヴァン・ブラチスラヴァ 1999-2003
- 1.FCニュルンベルク 2003-2008
- リール 2008-2010

→ MKEアンカラギュジュ (loan) 2010
- MKEアンカラギュジュ 2010-2011
- トラブゾンスポル 2011-2013
- イスタンブールBB 2013
- ŠKスロヴァン・ブラチスラヴァ 2013-2016
- デブレツェニVSC 2016
- ŠKスロヴァン・ブラチスラヴァ 2017-

## 代表歴

### 出場大会
- スロバキア代表
  - 2010 FIFAワールドカップ

### 試合数
- 国際Aマッチ 82試合 23得点（2001年-2016年）[5]

| スロバキア代表 | 国際Aマッチ | 国際Aマッチ |
| 年             | 出場        | 得点        |
| -------------- | ----------- | ----------- |
| 2001           | 6           | 1           |
| 2002           | 5           | 0           |
| 2003           | 8           | 5           |
| 2004           | 8           | 5           |
| 2005           | 10          | 2           |
| 2006           | 6           | 1           |
| 2007           | 5           | 1           |
| 2008           | 9           | 1           |
| 2009           | 11          | 2           |
| 2010           | 7           | 5           |
| 2011           | 4           | 0           |
| 2012           | 0           | 0           |
| 2013           | 1           | 0           |
| 2014           | 0           | 0           |
| 2015           | 1           | 0           |
| 2016           | 1           | 0           |
| 通算           | 82          | 23          |